# Spadek napięcia

Spadki potencjałów na dwóch opornikach o takiej samej długości i różnych opornościach właściwych

Spadek napięcia – w elektryczności zmniejszenie napięcia, czyli różnicy potencjału elektrycznego między dwoma punktami obwodu, w którym płynie prąd elektryczny. Wielkość napięcia na przewodniku {\displaystyle U} wynika wprost z definicji oporu,
{\displaystyle U=IR,}
gdzie I oznacza natężenie prądu płynącego przez przewodnik, a R to opór przewodnika.
W jednorodnym przewodniku zależność oporu przewodnika od jego długości l jest liniowa, dzięki temu spadek potencjału również ma charakter liniowy:
{\displaystyle R=\rho {\frac {l}{S}},}
gdzie ρ to opór właściwy przewodnika, a S to pole powierzchni przekroju poprzecznego przewodnika. Własność ta jest wykorzystywana do konstrukcji dzielników napięcia o płynnej regulacji.
W obwodach prądu zmiennego napięcie jest zmienne w czasie, ponieważ zmienia się natężenie prądu. W tym przypadku wygodniej określać napięcie skuteczne, które podlega tym samym regułom, co napięcie w obwodzie prądu stałego.
Napięcie może ulegać zmianie również w przypadku stałego natężenia prądu, gdy opór elementu zmienia się w czasie, np. na skutek wzrostu temperatury (zob. termistor).